# Roa (artiste)
Pour les articles homonymes, voir ROA.

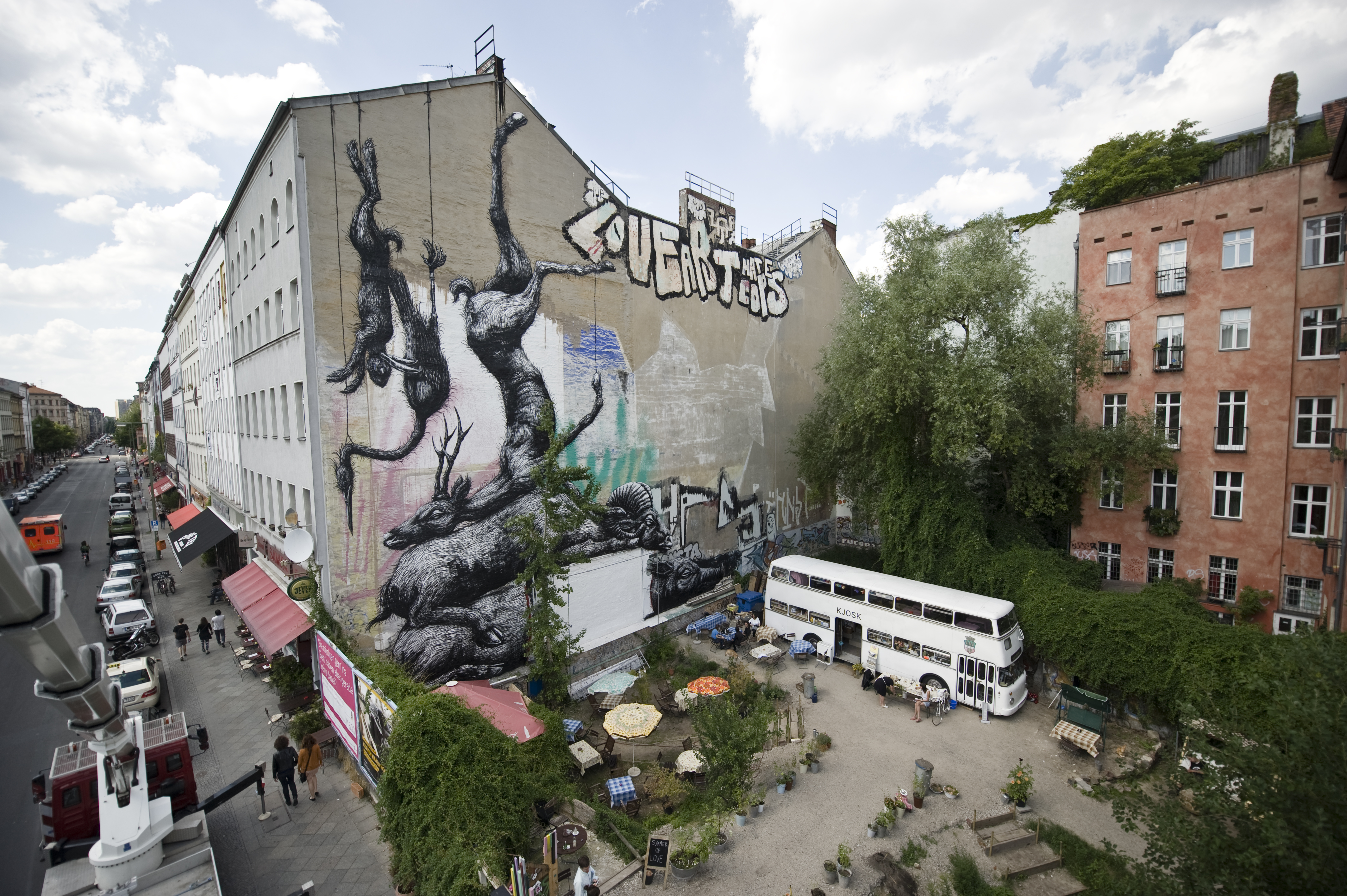
ROA Mural in Berlin-Kreuzberg. Painted in 2011 in the Range of his Exhibition: "Transit", at the Skalitzers Gallery.

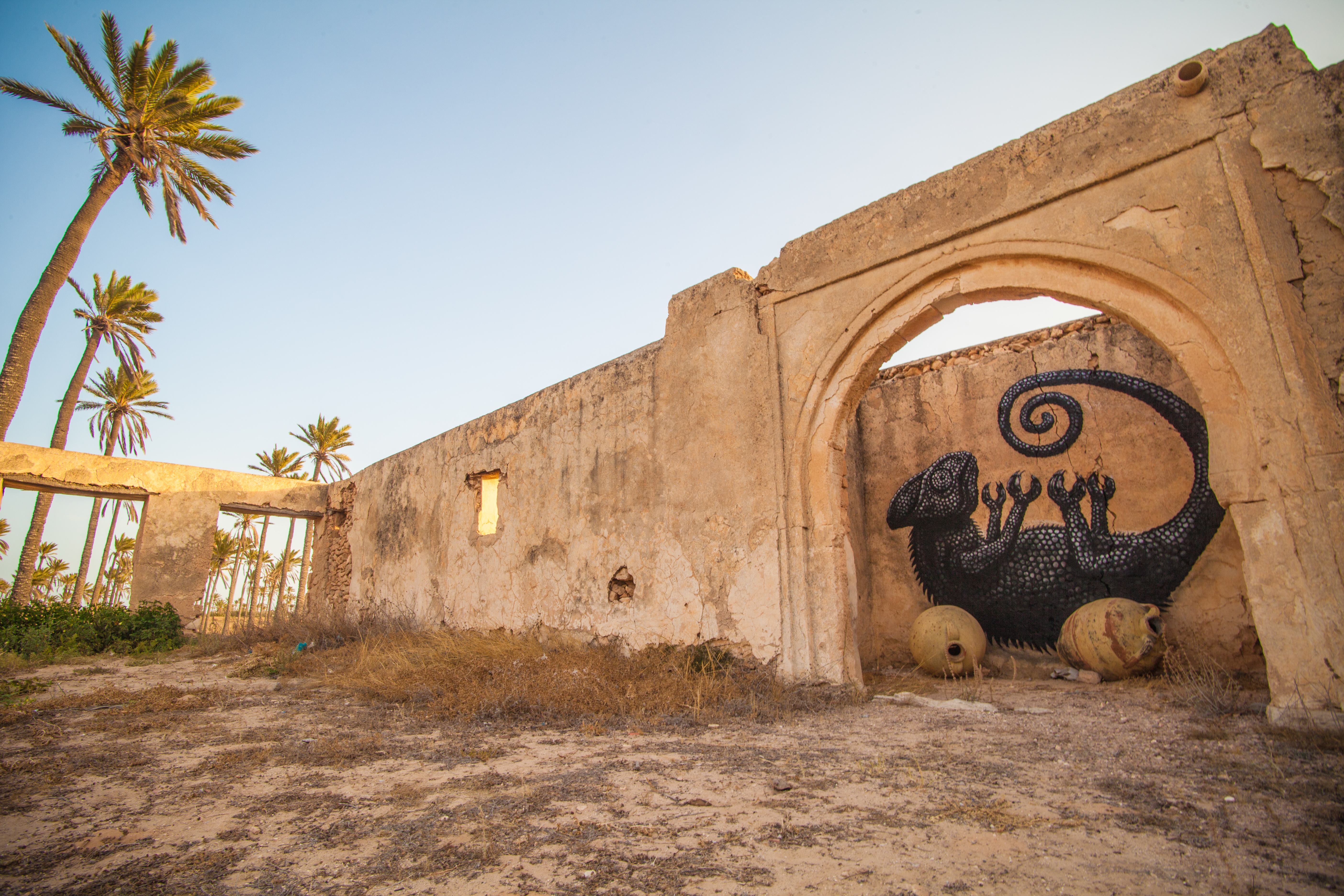
Caméléon à Djerbahood

Roa (né en 1975) est le pseudonyme d'un artiste urbain belge. Il est mondialement connu pour ses fresques animalières géantes. Il peint généralement en noir et blanc avec des brosses et des bombes aérosols.
En 2008, il commence à peindre des rats géants dans un entrepôt abandonné de Gand, sa ville d’origine. Roa est un globe-trotteur et a peint en Australie, aux États-Unis, en Afrique et en Europe.
Il a également exposé ses œuvres en dehors de l’espace urbain, dans des galeries telles que la galerie de Skalitzers à Berlin, la galerie Form à Perth, la galerie Pure Evil à Londres, la galerie Puppy à Los Angeles et la galerie Backwoods à Melbourne, la galerie Itinerrance à Paris.
Roa aborde sa peinture de façon différente, qu'il soit en friche, en ville, dans un désert ou une galerie. Il développe de plus en plus des effets d'anamorphose pour exploiter au maximum le contexte, et particulièrement la structure du support.

## La technique[3]
Roa travaille en noir et blanc, occasionnellement il ajoute un peu de rouge ou de vert. Pour couvrir les surfaces larges il utilise de la peinture blanche à base de latex qu'il applique au rouleau, puis une peinture à bombe aérosol noire et enfin un marqueur pour les détails tels que les poils. Fasciné par les animaux, Roa estime qu’ils « ont beaucoup plus à dire sur le monde que n’importe quelle autre créature », lors d’une interview pour le magazine FatCap.

## La démarche artistique
Roa considère la peinture comme un besoin et une démarche thérapeutique. Il ne décide de ce qu’il va peindre qu’au moment où il se trouve sur le lieu. Roa s’inspire des gens, des légendes, des matériaux à sa disposition et de la forme du mur. C'est pour ces raisons qu’il peint les animaux locaux. Il les représente avec une précision extrême en reprenant le style graphique des planches anatomiques des vieux manuels de médecine. Parfois ils sont morts, vivants, ou même en phase de décomposition.
Roa est fasciné par les animaux car ils sont porteurs d'une symbolique forte et suscitent des interprétations différentes suivant les cultures.
À travers ses œuvres il invite à s’interroger sur leur importance dans le monde actuel. Représenter des animaux dans des environnements urbains est une manière de réintégrer la nature dans des lieux bétonnés ou abandonnés par les humains. Roa veut que chacun se fasse sa propre interprétation de ses œuvres.
Il peint des œuvres gigantesques car il lui est plus agréable de peindre des grands formats. Ce fort impact visuel crée une situation surréaliste dans un milieu urbain.

## Ses œuvres[13],[14]
Ci-dessous une liste non exhaustive des œuvres de Roa :
- Un renard endormi, à Bristol (Angleterre) peint  lors du See No Evil Street art festival
- Un lièvre endormi[4], au bord du grand canyon, à proximité de la  Monument Valley (Arizona)[14]
- Un volatile, à Johannesburg (Afrique du Sud)
- Un lézard, à San Juan (Puerto Rico)
- Un serpent étranglant des rats, à Mexico (Mexique)
- Une luciole (Viêt Nam)
- Un crâne, à la station de métro Hornstull de Stockholm (Suède)
- Une chouette, à Hasselt (Belgique)
- Des tortues, à Richmond (Virginie)
- Un cygne, à Vienne (Autriche)
- Un oiseau (Pologne)[15]
- Une autruche, à Perth (Australie)
- Un buffle, à Montréal (Canada)[16]
- Un acarien, à Valparaiso (Chili)
- Une tortue, à Turin (Italie)
- Une chauve-souris, à Paris, rue Oberkampf (France)
- Un lapin rouge, à Cologne (Allemagne)
- Une louve, dans le quartier de Testaccio à Rome (Italie)[17]
- Plusieurs œuvres à Djerbahood à Erriadh (Tunisie)[18]

## Expositions personnelles
- Histoires naturelles, Galerie Itinerrance, Paris (2020)[19]

## Relation avec les autorités
En 2010, le Hackney Concil a menacé d’effacer le lapin géant situé sur Hackney Road. Une vague de protestations s’est levée contre cette décision. Une pétition signée par 2 000 personnes a permis de sauver l’œuvre qui suscitait la polémique. Les habitants ont affirmé que ce lapin géant faisait intégralement partie du quartier.
Roa peint souvent avec le consentement des autorités locales. En effet ses œuvres nécessitent  parfois plusieurs jours de travail. Il a pourtant déjà été arrêté par les autorités à Londres ou à Barcelone. Il souhaite rester anonyme et ne montre jamais son visage sur les photos ou les vidéos.